# SuperBrawl II
SuperBrawl II si svolse il 29 febbraio 1992 presso il Milwaukee Theatre at the MECCA di Milwaukee, Wisconsin. Si trattò della seconda edizione dell'evento di wrestling in pay-per-view della serie SuperBrawl prodotto dalla World Championship Wrestling.
Il main event dello show fu il match tra Lex Luger e Sting con in palio il WCW World Heavyweight Championship. Sting schienò Luger aggiudicandosi match e cintura. Questo sarebbe stato l'ultimo match di Luger in WCW fino al 1995; dopo l'incontro egli passò prima alla World Bodybuilding Federation (WBF), e successivamente alla World Wrestling Federation (WWF).

## Risultati
| N. | Match                                                                                         | Stipulazione                                                   | Durata |
| -- | --------------------------------------------------------------------------------------------- | -------------------------------------------------------------- | ------ |
| 1  | Big Josh sconfigge Diamond Dallas Page                                                        | Single match                                                   | 07:36  |
| 2  | Brian Pillman sconfigge Jushin Thunder Liger (c)                                              | Single match per il WCW Light Heavyweight Championship         | 17:00  |
| 3  | Marcus Alexander Bagwell sconfigge Terrence Taylor                                            | Single match                                                   | 07:38  |
| 4  | Ron Simmons sconfigge Cactus Jack                                                             | Single match                                                   | 06:34  |
| 5  | Van Hammer & Z-Man sconfiggono Richard Morton & Vinnie Vegas                                  | Tag team match                                                 | 12:01  |
| 6  | Barry Windham & Dustin Rhodes sconfiggono Steve Austin & Larry Zbyszko                        | Tag team match                                                 | 18:23  |
| 7  | Arn Anderson & Bobby Eaton (c) sconfiggono The Steiner Brothers (Rick & Scott) per squalifica | Tag team match per i WCW World Tag Team Championship           | 20:06  |
| 8  | Rick Rude (c) sconfigge Ricky Steamboat                                                       | Single match per il WCW United States Heavyweight Championship | 20:02  |
| 9  | Sting sconfigge Lex Luger (c) (con Harley Race)                                               | Single match per il WCW World Heavyweight Championship         | 13:02  |

## Conseguenze
Questa fu l'ultima apparizione di Lex Luger in WCW prima del suo passaggio alla carriera di bodybuilder nella World Bodybuilding Federation (WBF) e al successivo debutto in World Wrestling Federation (WWF) nel 1993. Luger tornò in WCW tre anni dopo durante la puntata inaugurale di Monday Nitro il 4 settembre 1995.
Il 7 marzo a World Championship Wrestling, Rick Rude gettò un drink in faccia a Sting durante una conferenza stampa, e il fatto portò a un feud tra Sting e la Dangerous Alliance. Ricky Steamboat, Barry Windham e Dustin Rhodes riesumarono la loro rivalità con la Dangerous Alliance dopo SuperBrawl e si allearono con Sting e Nikita Koloff per sconfiggere la Dangerous Alliance in un WarGames match a WrestleWar. Sting mantenne il World Heavyweight Championship fino a The Great American Bash, dove perse contro Big Van Vader. La rivalità tra Steamboat e Rude culminò in un Iron Man match a Beach Blast, vinto da Steamboat.
Il feud tra Ron Simmons e Cactus Jack continuò fino a dopo SuperBrawl quando Jack unì le proprie forze con Mr. Hughes in una faida con Simmons e il suo nuovo alleato Junkyard Dog. Si sarebbe dovuto disputare un tag team match tra le parti al ppv WrestleWar ma Cactus Jack attaccò JYD prima del match mettendolo fuori gioco, e così Simmons sconfisse Hughes in un match singolo.
Arn Anderson e Bobby Eaton continuarono il loro feud con gli Steiner Brothers per il World Tag Team Championship dopo l'evento.